# Flutmulde Landshut

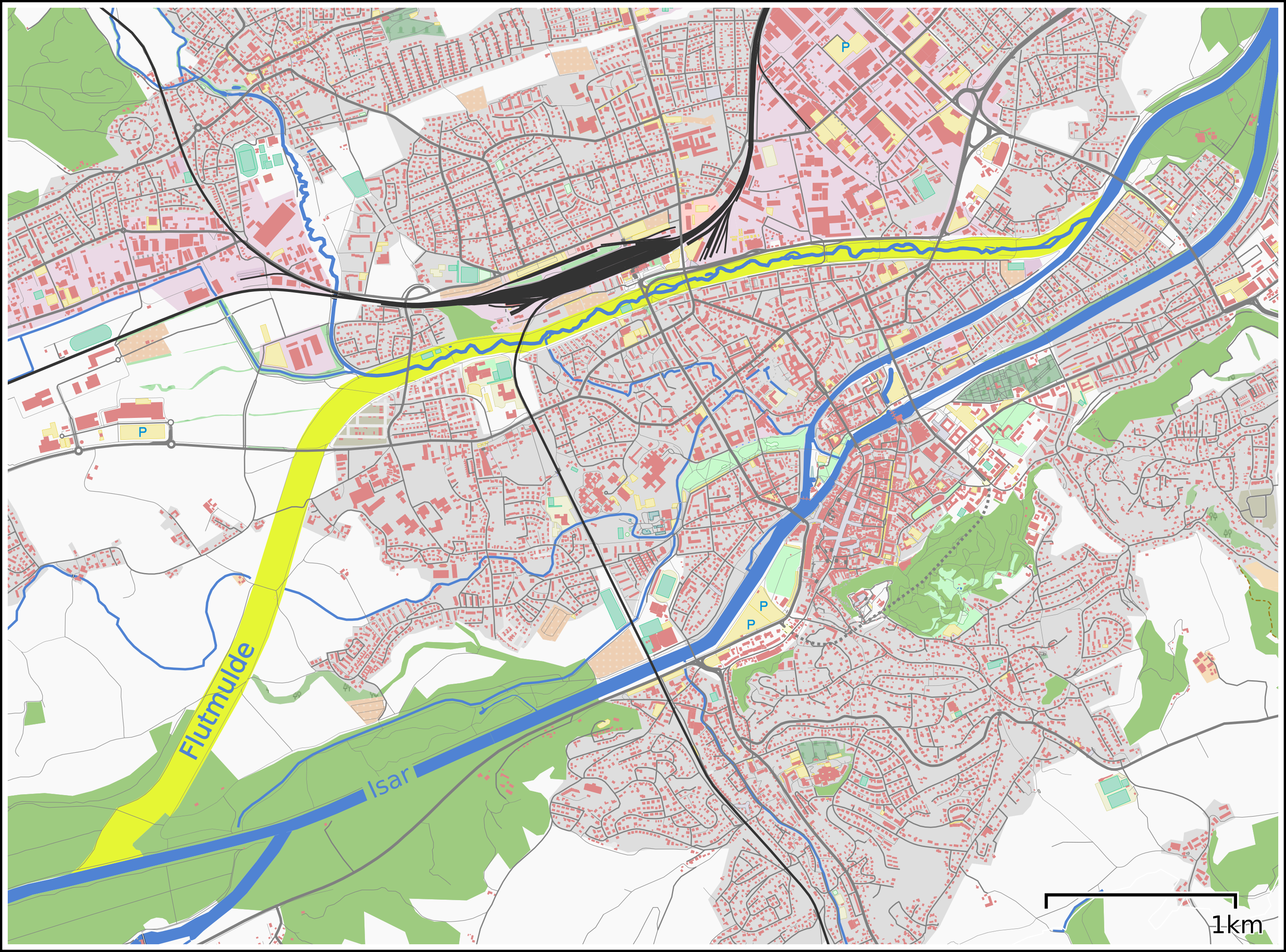
Verlauf der Flutmulde (gelb)

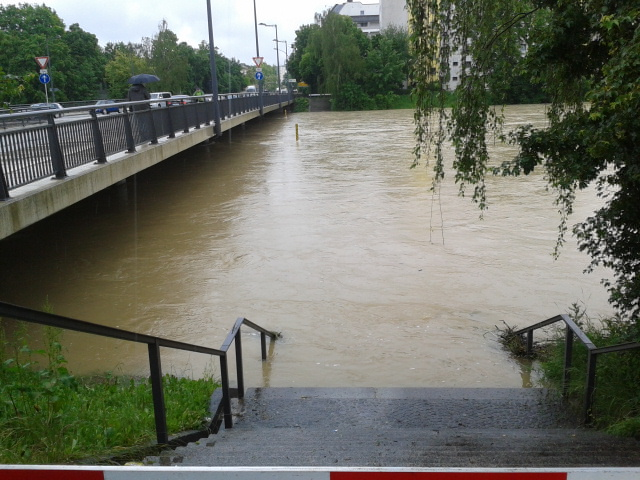
Flutmulde während des Hochwassers 2013

Die Flutmulde Landshut ist eine Flutmulde, die Hochwasser der Isar teilweise an der Stadt Landshut vorbeiführt.
Diese linksseitige Entlastungsrinne beginnt westlich von Landshut etwa einen Kilometer oberhalb der Mündung des Mittlere-Isar-Kanals in die Isar. Während der Fluss selbst das Zentrum von Landshut durchfließt, führt sie in nordöstlicher Richtung zum Hauptbahnhof Landshut. Bei Münchnerau unterquert der Klötzlmühlbach die Flutmulde. Etwas westlich des Bahnhofs tritt beim Stadtteil Löschenbrand die Pfettrach in sie ein und läuft von dort bis zur Mündung innerhalb ihrer. Von Löschenbrand aus führt die Flutmulde Richtung Osten und endet bei Mitterwöhr an der Kleinen Isar.
Der Zufluss zur Flutmulde wird nicht durch ein Wehr geregelt, vielmehr strömen ab einem bestimmten Pegelstand des Flusses (entsprechend 3,00 m am Pegel Birket in Landshut) bis zu 400 m³/s des Isarabflusses in die Flutmulde.
Erbaut wurde die Flutmulde von 1948 bis 1955. Anfangs lief die Pfettrach kanalförmig in ihr. Zwischen 1986 und 2001 wurde der Pfettrachlauf dort abschnittsweise renaturiert; seitdem durchläuft die Pfettrach die Flutmulde in Mäandern.